# Penderyn

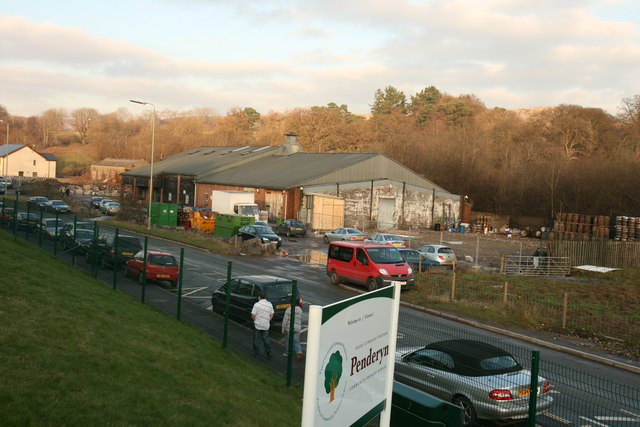
Destilería Penderyn en Gales.

Penderyn es una marca de whisky de Gales, es el primer whisky comercial realizado en el País de Gales desde el siglo XIX. La compañía produce whiskies de malta sin reducir (46% APV) de categoría premium y en diversas variedades. Penderyn es a su vez el nombre de la destilería que lo fabrica y del pueblo en el que se encuentra situada: Penderyn, Rhondda Cynon TAF.
La compañía fue creada en 2000 como la Welsh Whisky Company. El whisky había sido destilado en Gales durante cientos de años, pero la industria desapareció en 1894. Penderyn se convirtió, por tanto, en el primer whisky en ser manufacturado en Gales desde hace más de cien años, hasta el 2004, cuando se comenzó a producir.
La Destilería Penderyn está situada en el Parque Nacional de Brecon Beacons y es considerada la destilería más pequeña del mundo. La compañía obtiene el wash de la cervecera Brains y lo destila una única vez en un alambique con una columna rectificadora muy alta y con una especie de olla en la base. El whisky obtenido directamente del único alambique del que dispone la destilería tiene un 91% de alcohol por volumen.
Penderyn produce unas 85.000 botellas que se comercializan en 15 países y a través su web. Recientemente su producción se verá incrementada.

## Variedades
Penderyn produce principalmente whiskies de malta envejecido en barricas de bourbon y el contenido indicado de acuerdo a los siguientes términos:
- Penderyn: la versión clásica, envejecida en barricas de Madeira. Tiene 46%APV de alcohol.
- Penderyn Sherrywood: envejecido en barricas que han contenido Jerez.
- Penderyn Peated versión turbeada y envejecida en barricas que han contenido el whisky de Islay.
- Penderyn 41: versión de 41° de la versión clásica.